# Wallace Fennel
Wallace Fennel è un personaggio della serie televisiva Veronica Mars. È interpretato da Percy Daggs III.

## Biografia
Wallace è il migliore amico di Veronica; i due si sono incontrati per la prima volta quando Veronica lo tirò giù dall'asta della bandiera della Neptune High dopo essere stato appeso lì da Weevil. Decidendo che Veronica poteva essere un migliore amica di tutti quegli degli 09ers o semplicemente di quelli che avevano riso vedendolo appeso all'asta della bandiera, Wallace cominciò a sedersi con lei durante il pranzo. I due divennero velocemente amici quando Veronica aiutò Wallace a tirarsi fuori dai guai con i PCHers.
Wallace ha 19 anni, è del sagittario e la sua città natale è Chicago, Illinois. Vive con sua madre vedova, Alicia, e suo fratello. Dopo aver fatto amicizia con Veronica, Wallace aiuta la ragazza in molte investigazioni. Dal momento che Wallace è l'assistente degli uffici del Neptune High, Veronica gli chiede spesso "favori" per vedere i registri della scuola e ottenere informazioni sugli altri studenti. Quando non lavora come tramite tra Veronica e i file della scuola, viene spesso visto guidare la macchina della fuga (letteralmente), offrendo delle distrazioni in modo che Veronica possa spiare senza essere vista o installare delle cimici a Neptune.
Wallace è, probabilmente, il miglior giocatore di basket della squadra della Neptune High. Questo diventa un punto importante nell'episodio Il vero padre. Uno dei suoi compagni di squadra ha infatti rubato la mascot della squadra nel tentativo di non far giocare Wallace nella partita così che potesse giocare lui.
Wallace solitamente aiuta Veronica per un sentimento di amicizia, sebbene in qualche occasione la ragazza sia costretta a promettergli qualcosa di speciale - per esempio le risposte ad un test. Solitamente Wallace non chiede il perché del bisogno di aiuto di Veronica o cosa la ragazza dovrà farne delle informazioni che lui gli passa. Egli si fida ciecamente di lei. Dal momento che Wallace per lei c'è sempre, il ragazzo è l'unica persona con cui Veronica si confida, nell'episodio Visita dal dentista, dello stupro subito la notte della festa di Shelly Pomroy.
Inizialmente la madre di Wallce è scettica a lasciare suo figlio con Veronica poiché pensa che la ragazza abbia una cattiva influenza su di lui. Le cose comunque si sistemano quando il padre di Veronica, Keith Mars, caccia da casa Fennel un inquilino indesiderato, che approfittava del fatto che Alicia fosse una donna sola per non pagare l'affitto (Come una vergine). Alicia inoltre comincia a vedere Keith dal punto di vista romantico, ciò causa un iniziale disagio per Wallace e Veronica, sebbene alla fine i due ragazzi sostengano e accettino la relazione dei loro genitori. Tuttavia, la relazione non dura.
Quando Wallace scopre che l'uomo che l'ha cresciuto non è suo padre e che il suo padre biologico è ancora vivo, il ragazzo si confida con Veronica. Wallace si innamora a prima vista di Jackie Cook, figlia del giocatore di baseball Terrance, appena trasferita  in città. Jackie però è una ragazza gelosa e possessiva ed è infastidita da Veronica. Quando la tensione tra Veronica e Jackie si intensifica al punto che Jackie mette in ridicolo Veronica durante un programma televisivo, Veronica decide di vendicarsi. Wallace le chiede di non farlo ma la loro relazione d'amicizia ne rimane scossa. Sebbene Veronica decida di non vendicarsi, lei e Jackie entrano in guerra durante il ballo scolastico. Questi, insieme alla rivelazione riguardo al suo vero padre, porta Wallace a lasciare la città e andare a vivere col suo padre biologico a Chicago.
Mentre è a Chicago, Wallace rimane coinvolto in un incidente dove viene ucciso un barbone. Cercando di scappare dai problemi, ritorna a Neptune e rientra nella vita di Veronica. Quando viene incastrato per l'incidente, torna a Chicago e lavora con Veronica per provare di essere innocente. Alla fine si riconcilia con Veronica e i due tornano ad essere migliori amici.
Sebbene abbia cominciato ad uscire con Jane Kuhne, Wallace sente ancora qualcosa per Jackie e cerca di ricominciare così una relazione con la ragazza. Jackie non vuole rubare il fidanzato di un'altra ragazza e quindi si tiene a distanza. Dopo che Wallace rompe con Jane, Jackie torna insieme al ragazzo. Le cose sembrano serie fino a quando Jackie rivela a Wallace che sta partendo per andare in Francia per frequentare la Sorbona. Dopo che suo padre tratta duramente Jackie, la ragazza se ne va lasciando solo una nota per Wallace. Il ragazzo scopre così che Jackie si trova a Brooklyn e lavora in un ristorante con sua madre. Scopre inoltre che Jackie ha un figlio di due anni che sua madre sta crescendo. Wallace la va a cercare ma la ragazza rompe con lui perché sta cercando di essere un genitore come non lo è stato suo padre e rimane a New York.
Nella terza stagione Wallace si unisce a Veronica all'Hearst College. Il suo compagno di stanza è Stosh "Piz" Piznarki. All'inizio Wallace tenta di conciliare i suoi studi di Ingegneria Meccanica e la sua posizione di starter nella squadra di basket. Dopo essere stato sorpreso a imbrogliare in un esame, Wallace decide di lasciare il basket per un semestre e focalizzarsi sui suoi studi anche se questo significa perdere la sua posizione all'interno della squadra. Quando Wallace ritorna nella squadra il semestre successivo, si riguadagna la sua precedente posizione. Wallace viene contattato dalla società segreta del college alla ricerca di ragazzi promettenti, ma la voglia di investigare ha la meglio su di lui, che si reca all'iniziazione con una macchina fotografica, nascosta in una penna, cosa che gli costa l'esclusione e una brutta esperienza.